# Mergulhão-de-orelha-branca
O mergulhão-de-orelha-branca (Rollandia rolland) é uma ave da família Podicipedidae.

## Características
O mergulhão-de-orelha-branca possui aproximadamente 30 cm de comprimento. Apresenta plumagem negra no dorso, pescoço e alto da cabeça, com um inconfundível desenho branco nos lados da cabeça. A íris é vermelha.
Seu habitat natural são lagos de água doce, desde o nível do mar até cerca de 4 500 m de altitude. Encontrada no Peru, Bolívia, Paraguai, Chile, Argentina, Ilhas Malvinas e Ilhas Geórgia do Sul e Sandwich do Sul. No Brasil, está presente do Pantanal do Mato Grosso ao Rio Grande do Sul.

## Subespécies
São reconhecidas três subespécies:
- Rollandia rolland rolland (Quoy & Gaimard, 1824) - ocorre nas Ilhas Malvinas;
- Rollandia rolland morrisoni (Simmons, 1962) - ocorre na região central da Cordilheira dos Andes do Peru, no Lago Junin;
- Rollandia rolland chilensis (Lesson, 1828) - ocorre do Sul do Peru e Sul do Brasil até a Terra do Fogo e na região do Cabo Horn.